# Lijst van voetbalinterlands Denemarken - Servië
Deze lijst van voetbalinterlands is een overzicht van alle officiële voetbalwedstrijden tussen de nationale teams van Denemarken en Servië. De landen speelden tot op heden zes keer tegen elkaar, te beginnen met een kwalificatiewedstrijd voor het Europees kampioenschap voetbal 2016 op 14 november 2014 in Belgrado. Het laatste duel, een groepswedstrijd tijdens de UEFA Nations League 2024/25, vond plaats in Leskovac op 18 november 2024.

## Wedstrijden
| № | Plaats     | Datum            | Competitie                  | Wedstrijd           | Uitslag |
| - | ---------- | ---------------- | --------------------------- | ------------------- | ------- |
| 1 | Belgrado   | 14 november 2014 | EK 2016 kwalificatie        | Servië – Denemarken | 1 – 3   |
| 2 | Kopenhagen | 13 juni 2015     | EK 2016 kwalificatie        | Denemarken − Servië | 2 − 0   |
| 3 | Kopenhagen | 29 maart 2022    | Vriendschappelijk           | Denemarken − Servië | 3 − 0   |
| 4 | München    | 25 juni 2024     | EK 2024                     | Denemarken – Servië | 0 – 0   |
| 5 | Kopenhagen | 8 september 2024 | UEFA Nations League 2024/25 | Denemarken – Servië | 2 − 0   |
| 6 | Leskovac   | 18 november 2024 | UEFA Nations League 2024/25 | Servië – Denemarken | 0 − 0   |

## Samenvatting
| Competitie          | Totaal gespeeld | Winst Denemarken | Gelijk | Winst Servië | Doelsaldo Denemarken – Servië |
| ------------------- | --------------- | ---------------- | ------ | ------------ | ----------------------------- |
| EK-eindronde        | 1               | 0                | 1      | 0            | 0 − 0                         |
| EK-kwalificatie     | 2               | 2                | 0      | 0            | 5 − 1                         |
| UEFA Nations League | 2               | 1                | 1      | 0            | 2 − 0                         |
| Vriendschappelijk   | 1               | 1                | 0      | 0            | 3 − 0                         |
| Totaal              | 6               | 4                | 2      | 0            | 10 − 1                        |

Wedstrijden bepaald door strafschoppen worden, in lijn met de FIFA, als een gelijkspel gerekend.

## Details

### Eerste ontmoeting
| EK 2016 kwalificatie (scheidsrechter Cüneyt Çakır, Belgrado, 14 november 2014):                                                                                              |              | |
| Servië | 1 – 3        | Denemarken |
| Zoran Tošić 4' | goals        | 60' Nicklas Bendtner 62' Simon Kjær 85' Nicklas Bendtner |
| Dick Advocaat | bondscoach   | Morten Olsen |
| Vladimir Stojković Duško Tošić Branislav Ivanović Milan Biševac Stefan Mitrović Nemanja Matić Dušan Tadić 71' Zoran Tošić Filip Đuričić 46' Danko Lazović Nemanja Gudelj 66' | opstellingen | Kasper Schmeichel Simon Kjær Andreas Bjelland 70' Peter Ankersen Nicolai Boilesen 88' Thomas Kahlenberg Michael Krohn-Dehli William Kvist Christian Eriksen Lasse Vibe 87' Nicklas Bendtner |
| Zdravko Kuzmanović 46' Aleksandar Mitrović 66' Lazar Marković 71' | wissels      | 70' Lars Jacobsen 87' Simon Poulsen 88' Morten Rasmussen |
| | gele kaarten | 79' Michael Krohn-Dehli 79' William Kvist 87' Lars Jacobsen |
| - Bondscoach Dick Advocaat dient een dag later zijn ontslag in bij de Servische voetbalbond.                                                                                 |              | |

### Tweede ontmoeting
| EK 2016 kwalificatie (scheidsrechter Björn Kuipers, Kopenhagen, 13 juni 2015): |              | |
| Denemarken | 2 – 0        | Servië |
| Yussuf Poulsen 13' Jakob Poulsen 87' | goals        | |
| Morten Olsen | bondscoach   | Radovan Ćurčić |
| Kasper Schmeichel Daniel Agger Simon Kjær Simon Poulsen Lars Jacobsen Michael Krohn-Dehli 61' William Kvist 77' Christian Eriksen Pierre Højbjerg Nicklas Bendtner Yussuf Poulsen 73' | opstellingen | Vladimir Stojković Branislav Ivanović Aleksandar Kolarov Nikola Maksimović Matija Nastasić Ljubomir Fejsa Nemanja Matić 81' Adem Ljajić 65' Zoran Tošić 90' Aleksandar Mitrović Lazar Marković |
| Jakob Poulsen 61' Lasse Vibe 73' Andreas Christensen 77' | wissels      | 65' Filip Kostić 81' Filip Đuričić 90' Petar Škuletić |
| Simon Kjær 46' William Kvist 58' | gele kaarten | 63' Aleksandar Kolarov |
| - Daniel Agger mist namens Denemarken in de 34ste minuut een strafschop. |              | |